# Specklinia semperflorens
Specklinia semperflorens är en orkidéart som först beskrevs av John Lindley, och fick sitt nu gällande namn av Alec M. Pridgeon och Mark W. Chase. Specklinia semperflorens ingår i släktet Specklinia och familjen orkidéer. Inga underarter finns listade i Catalogue of Life.